# Amorphosoma
Amorphosoma es un género de escarabajos de la familia Buprestidae.

## Especies
- Amorphosoma apicale Kerremans, 1897
- Amorphosoma gounellei Kerremans, 1897
- Amorphosoma minutum Kerremans, 1897
- Amorphosoma penicillatum (Klug, 1827)
- Amorphosoma tasmanicum Germar, 1848
- Amorphosoma undulatum Kerremans, 1897